# Фрадат
Фрадат, также Автофрадат (др.-перс. *Vāta-fradāta), — персидский, затем македонский сатрап тапуров и мардов.
Изначально Фрадат был сатрапом Дария III, участвовал в битве при Гавгамелах 331 года до н. э. В 330 году до н. э. Фрадат признал верховную власть Александра Македонского, который не только сохранил за ним прежнюю сатрапию, но и увеличил владения за счёт земель мардов. Вскоре Фрадат попал в немилость, был арестован, а затем казнён.

## Биография

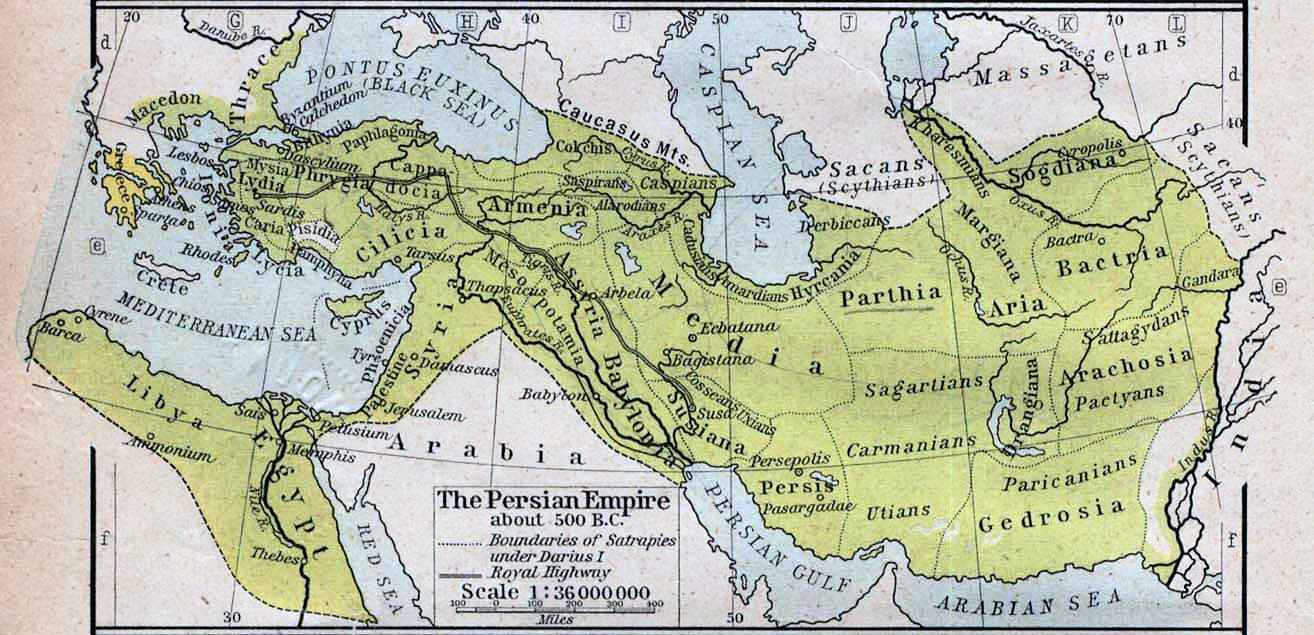
Карта деления империи Ахеменидов на сатрапии. Земли тапуров и мардов располагаются на южном побережье Каспийского моря

Первое упоминание Фрадата в античных источниках связано с его участием в битве при Гавгамелах 331 года до н. э. Согласно Квинту Курцию Руфу, Фрадат предводительствовал «большим отрядом каспиев» на правом крыле персидского войска. Информация в античных источниках о данном историческом персонаже весьма противоречива. Арриан назвал Автофрадата «сатрапом тапуров». Одновременно, он называл командующим над тапурами Фратаферна. По одной из версий, Фрадат находился под командованием Фратаферна, который был сатрапом Парфии, Гиркании и Тапурии.
После гибели последнего ахеменидского царя Дария III Александр Великий на своем пути в Гирканию, «узнав, что чужеземцы, находившиеся на службе у Дария, бежали в горы к тапурам, захотел подчинить заодно и тапуров». Македонская армия была разделена на три части. Пытавшиеся сопротивляться горцы были рассеяны силою регулярного и опытного войска. Когда Александр находился уже в Гиркании, Фрадат прибыл к нему в столицу страны город Задракарту в сопровождении македонских военачальников Кратера и Эригия. Александр доброжелательно принял Фрадата и возвратил тому его сатрапию, что «служило для многих примером милосердия царя».
Затем Александр пошёл в страну другого горного мидийского племени — мардов. «С давних пор никто не вторгался войной в их землю, потому что проникнуть в неё трудно; марды народ бедный и потому воинственный». Однако македоняне в короткое время захватили большую часть их территории, а «убегавшие были в большом числе перебиты, сопротивлявшиеся в большом числе взяты в плен». Надежды мардов на то, что им удастся скрыться в своих городах, расположенных на высоких крутых горах, не оправдались. Когда Александр добрался до их укреплений, горцы были вынуждены выслать послов и сдаться на милость македонского царя. После покорения мардов Александр передал их в подчинение Фрадата. Кроме Фрадата к Александру в Гиркании к Александру явились Набарзан и Артабаз. Одним из возможных мотивов у этих сатрапов прекратить сопротивление и не пойти за Бессом, чтобы затем сдаться македонянам, Ф. Шахермайр называл усталость от войны.
Однако впоследствии, в 328/327 году до н. э., вскоре после гибели самого упорного врага македонян в Средней Азии согдийца Спитамена, «царь, освободясь от большей части забот того времени, принялся наказывать своих наместников за обиды, которые они наносили подчинённым по своей алчности и высокомерию». Поэтому сатрапия Фрадата, по утверждению Квинта Курция Руфа, была передана Фратаферну. По свидетельству же Арриана, ранее за Фрадатом «Александр неоднократно посылал, но тот на зов не являлся».
Позднее, после возвращения Александра из Индийского похода в 325/324 году до н. э., Фрадат был казнен во время «великой чистки сатрапов». Согласно Курцию Руфу (если речь идет именно о бывшем сатрапе тапуров и мардов), это произошло из-за «подозрения в притязаниях на царскую власть».

## В литературе
Фрадат упоминается в романе Л. Ф. Воронковой «В глуби веков» — одном из исторических романов об Александре Македонском.